# Martin Küchen

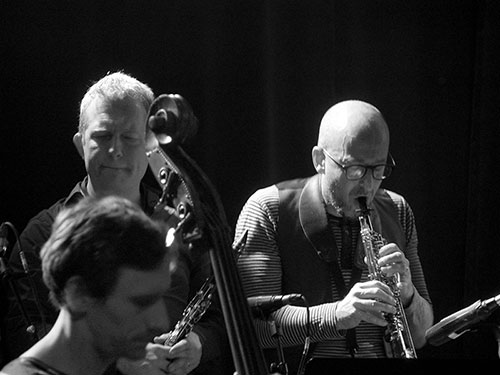
Martin Küchen und Fredrik Ljungkvist (2014)

Martin Küchen (* 1966 in Eskilstuna) ist ein schwedischer Jazz- und Improvisationsmusiker (Saxophon) und Komponist.

## Leben und Wirken
Küchen lernte ab dem Alter von neun Jahren Flöte und wechselte mit 14 Jahren zum Tenorsaxophon. Daneben sang er in einer Rockband. Nach einer zweijährigen Ausbildung an der Musikschule in Skurup war er bis 1993 als Straßenmusiker aktiv. Zwischen 1995 und 1997 arbeitete er als Zirkusmusiker in Europa. Dann war er in der schwedischen Improvisations- und Free-Jazz-Szene aktiv, u. a. im Trio Angles (mit Ingebrigt Håker Flaten und Kjell Nordeson), das später zu einem Nonett erweitert wurde (Angles 9). Ferner komponierte er für größere Ensembles, arbeitete mit Tanzprojekten, Lyrikern und spielte Musik für Experimentalfilme ein. Mit Bassist Per Zanussi und Schlagzeuger Raymond Strid bildete er das Trespass Trio. Zu seinen weiteren Projekten gehört das Quartett Exploding Customer (mit Tomas Hallonsten, Benjamin Quigley und Kjell Nordeson), das Trio Sound of Mucus (mit Herman Müntzing und Andreas Axelsson), das Trio Unsolicited Music Ensemble (mit Tony Wren und Raymond Strid), ein Duo mit David Stackenäs, die Formation UNSK (mit Birgit Ulher, Lise-Lotte Norelius und Raymond Strid) und das Trio Looper (mit Nikos Veliotis und Ingar Zach). Nach Tom Lord war er zwischen 1999 und 2024 an 65 Aufnahmesessions beteiligt. Küchen ist Mitglied des Fire! Orchestra von Mats Gustafsson. Zu hören ist er u. a. auch auf dem Album  Jorden vi ärvde (2025) des Vilhelm Bromander Unfolding Orchestra.

## Diskografische Hinweise
- Sound of Mucus: Filth Pharmacy (Ninth World Music/DME 2004)
- UNSK: Birgit Ulher, Martin Küchen, Lise-Lott Norelius, Raymond Strid: Tidszon (2004)
- Martin Küchen, Ernesto Rodrigues, Guilherme Rodrigues, Carlos Santos: Vinter (2007)
- The Lie & the Orphanage (2009) solo
- Martin Küchen, Keith Rowe, Seymour Wright: Kuchen_Rowe_Wright (Another Timbre 2009)
- Angles: Epileptical West: Live in Coimbra (Clean Feed, 2010)
- Trespass Trio: Bruder Beda (Clean Feed, 2012)
- Trespass Trio + Joe McPhee: Human Encore (Clean Feed, 2013)
- Angles 9: Injuries (Clean Feed, 2014)
- Martin Küchen, Jon Rune Strøm, Tollef Østvang: Melted Snow (NoBusiness, 2015)
- Angles 9: Disappeared Behind the Sun (Clean Feed, 2017)
- Trespass Trio: The Spirit of Piteşti (Clean Feed, 2017)
- Martin Küchen: Lieber Heiland, laß uns sterben (Sofa Music, 2017)
- Johan Berthling, Martin Küchen & Steve Noble: Threnody, at the Gates (Trost Records, 2017)
- Martin Küchen & Anders Lindsjö: The Stork and the Chimp (Konvoj, 2018)
- Martin Küchen & Landæus Trio: Mind the Gap of Silence (Moserobie, 2020, mit Mathias Landæus, Johnny Åman, Cornelia Nilsson)
- Martin Küchen, Agustí Fernández, Zlatko Kaučič: The Steps That Resonate (2022)